# 야마자키 미유
야마자키 미유는 슈퍼갤즈의 등장인물으로, 성우는 이케자와 하루나/한신정, 색깔는 노란색.

## 소개
중학교 때는 시부야의 악명높은 폭력써클 '레지스탕스'를 지두지휘하는 리더일 정도로 매우 난폭했지만, 자신을 따뜻하게 대해준 야마토에게 마음을 열게 되면서 써클을 해산하고 한없이 순수한 소녀로 탈바꿈한다. 이후로는 란과 함께 붙어다니면서 고등학교까지 같이 진학하였고, 야마토와는 결혼을 약속한 연인으로까지 발전하였다. 과거를 모르는 사람들이 간혹 심기를 건드릴 때면 미유 자신도 모르는 사이에 과거의 난폭한 성격이 은연중에 드러나지만 그럴 때마다 란의 제지로 원래 모습이 된다.